# Полукиря
Полукиря́ (чув. Кленчĕ Савăчĕ, Савăт) — посёлок в Республике Чувашии России, в Алатырском районе. Входит в состав Кирского сельского поселения.

## География
Расположен в южной части республики, в 152 км по автодорогам к югу от Чебоксар, в 52 км (также по автодорогам) к северо-востоку от Алатыря и в 12 км к востоку от центра поселения и ближайшей железнодорожной станции, в лесном массиве.

## История
Основан в первой половине XIX века помещиком А. Н. Бахметьевым из Пензенской губернии как место для стекольного завода, так как местный песок удовлетворял требованиям стекольного производства. Однако основанный на принудительном труде завод закрылся в 1864 году после отмены крепостного права. Жители (чуваши и русские) занимались земледелием, животноводством, бакалейной торговлей, плотничеством, сапожным и столярно-токарным промыслами.
Согласно подворной переписи 1911 года, в посёлке Полукирь проживало 8 семей. Имелось 14 взрослых лошадей, 14 коров и 10 телят, 102 овцы и козы. Почва преобладала песчаная, сеяли озимую рожь и яровой овёс. Имелось 8 плугов, 5 пчеловодов держали 82 улья пчёл.
В 1929 году был создан колхоз «Гудок», а в начале 1930-х возник лесозавод (позднее был закрыт).

### Административная принадлежность
До 1920 года Полукиря входила в состав Муратовской волости Буинского уезда Симбирской губернии. Затем часто меняла административную принадлежность в связи с отдаленностью от крупных населённых пунктов. Например, в 1921—1927 годах входила в ту же волость Батыревского уезда, в 1927—1936 годы — в Ибресинский район (с 1929 по 1935 годы — в Ибресинский поссовет), в 1936—1939 годы — в Липовский сельсовет Тархановского района, в 1939—1959 годы — в тот же сельсовет Первомайского района. С 9 октября 1959 года — в Кирском поссовете Алатырского района (в 1962—1965 годах — Ибресинского промышленного района).

## Население
| 2010 | 2012 |
| ---- | ---- |
| 9    | ↗15  |

Число дворов и жителей:
- 1859 год — 32 двора, 119 мужчин, 114 женщин[7].
- 1900 год — 1 двор, 2 мужчины, 1 женщина.
- 1911 год — 8 дворов, 25 мужчин, 30 женщин, из них 12 грамотных и учащихся[3].
- 1926 год — 27 дворов, 63 мужчины, 67 женщин.
- 1939 год — 128 мужчин, 102 женщины.
- 1979 год — 71 мужчина, 72 женщины.
- 2002 год — 16 дворов, 12 мужчин, 7 женщин; все — чуваши[8].
- 2010 год — 5 частных домохозяйств, 9 человек: 6 мужчин, 3 женщины[2].